# Le Hinglé
Le Hinglé település Franciaországban, Côtes-d’Armor megyében. Lakosainak száma 912 fő (2022. január 1.). Le Hinglé Bobital, Brusvily és Trévron községekkel határos.

## Népesség
A település népességének változása:
| Lakosok száma | 562  | 656  | 732  | 846  | 855  | 900  | 903  | 906  | 907  | 912  |
|               | 1968 | 1982 | 1990 | 2006 | 2013 | 2015 | 2017 | 2019 | 2020 | 2022 |